# Distretto di Huancarama
Il distretto di Huancarama è un distretto del Perù nella provincia di Andahuaylas (regione di Apurímac) con 7.078 abitanti al censimento 2007 dei quali 3.205 urbani e 3.873 rurali.
È stato istituito fin dall'indipendenza del Perù.